# هيلج هانسن (دراج)
هيلج هانسن هو دراج دنماركي، ولد في 2 أبريل 1925 في Kongens Lyngby ‏ في الدنمارك، وتوفي في 22 يناير 2008.

## وصلات خارجية
- هيلج هانسن على موقع أرشيف الدراجات (الإنجليزية)
- هيلج هانسن على موقع إحصائيات الدراجات الإحترافية (الإنجليزية)
- هيلج هانسن على موقع أوليمبيديا (الإنجليزية)